# Autokefaliczny Turecki Prawosławny Patriarchat
Autokefaliczny Turecki Prawosławny Patriarchat, znany także jako Turecki Kościół Prawosławny – jest kanonicznie nieuznawaną religią chrześcijańską, z silnymi wpływami tureckiej ideologii nacjonalistycznej. Członkowie kościoła w większości związani są z rodziną Erenerol. Nie prowadzi działalności liturgicznej, nie wyświęca księży, a patriarchowie nie przeszli żadnego przygotowania teologicznego.